# Планетарій Адлера

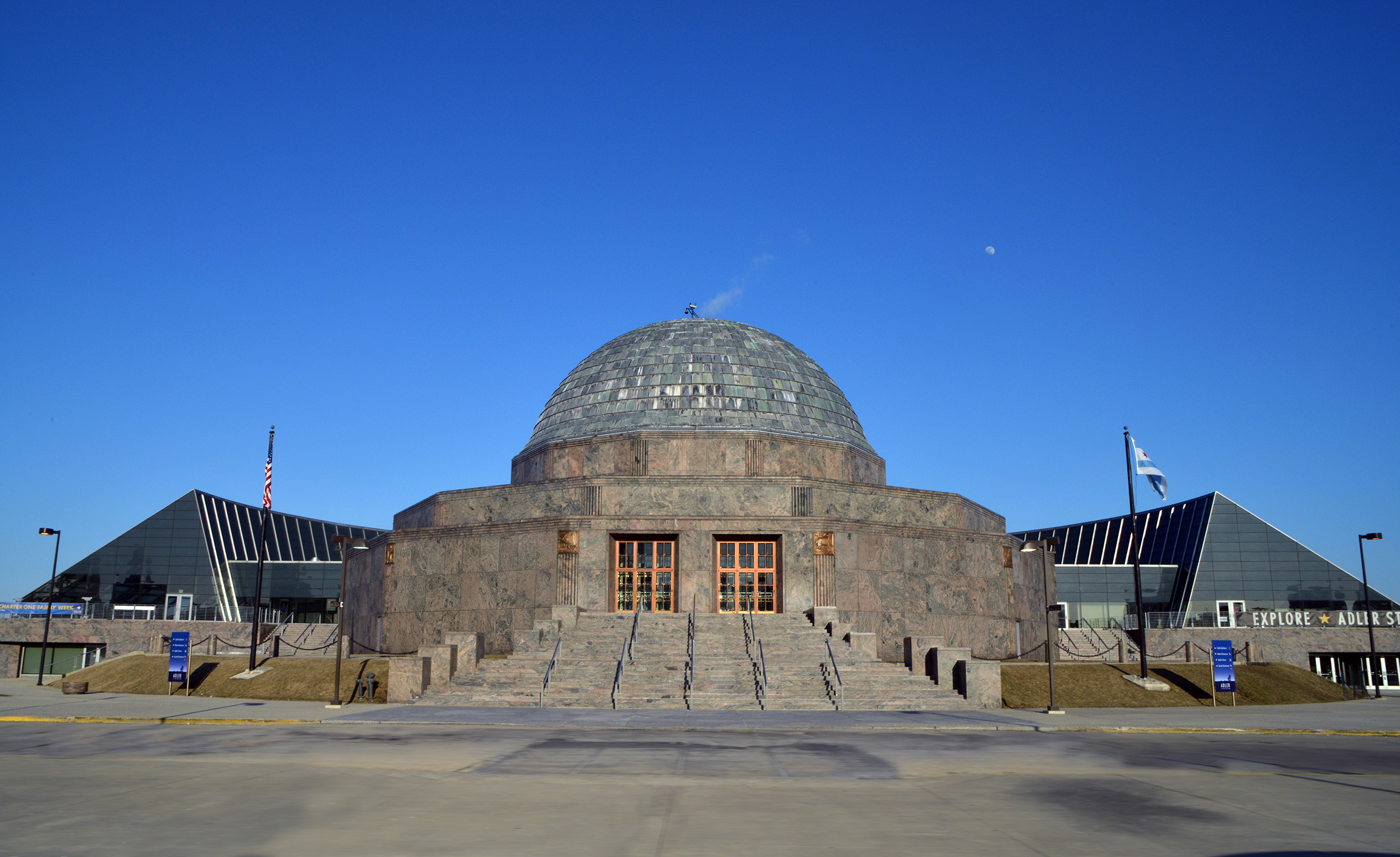
Планетарій Адлера

Планета́рій А́длера (англ. Adler Planetarium) — музей-планетарій, розташований на Північному острові у Музейному кампусі міста Чикаго, штат Іллінойс, США. Історично є першим планетарієм у Західній півкулі.
Основа будівлі планетарію має форму 12-кутника. Екстер'єр виготовлений із райдужного граніту, купол — із міді.
Планетарій Адлера відкрито 12 травня 1930 року, на 64-й день народження його засновника — біснесмена Макса Адлера. 1987 року оголошений національним історичним пам'ятником.
8 січня 1999 року в планетарії відкрито Небесний павільйон (англ. Sky Pavilion) площею 5500 м². Ця додаткова будівля містить чотири нові виставкові галереї, терасу з телескопами, ресторан з видом на озеро та сучасний театр StarRider Theater.

## Галерея

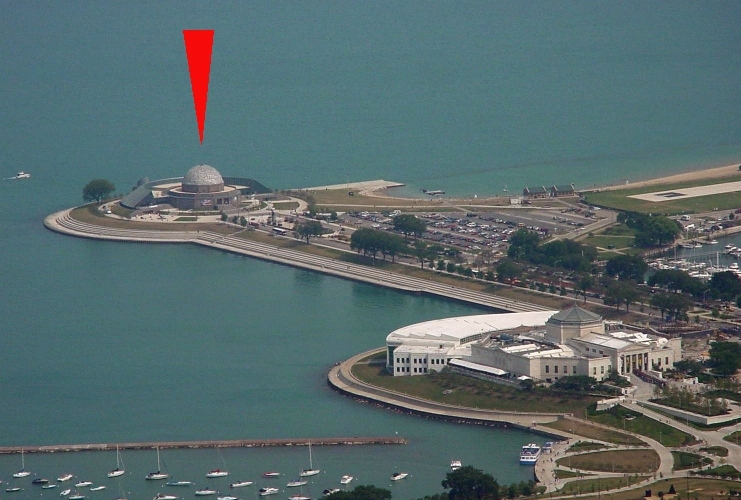
Вид на планетарій з висоти
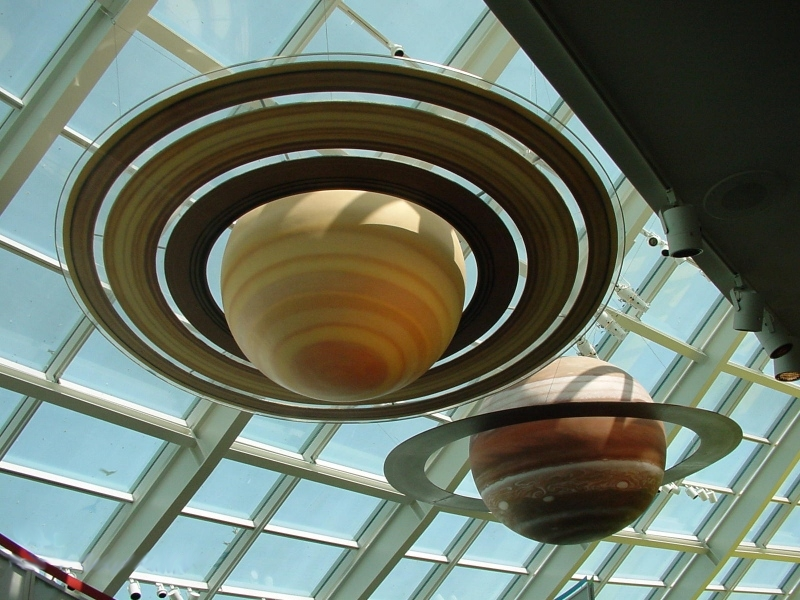
Макети Сатурна та Юпітера.
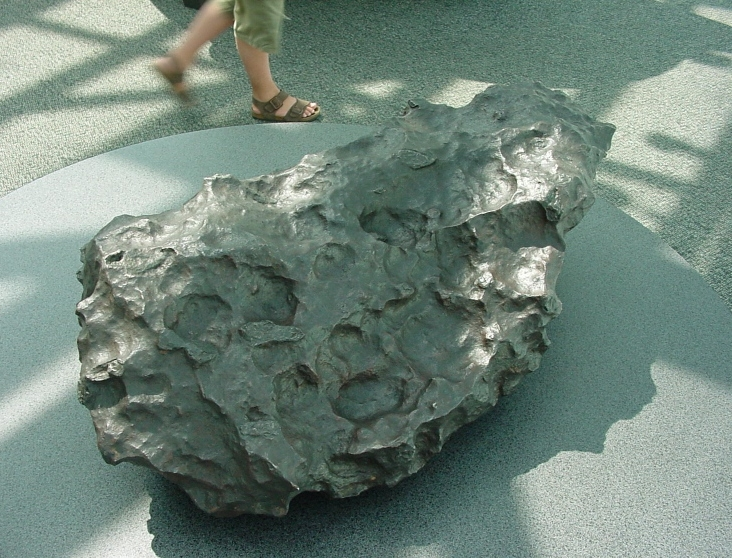
Метеорит
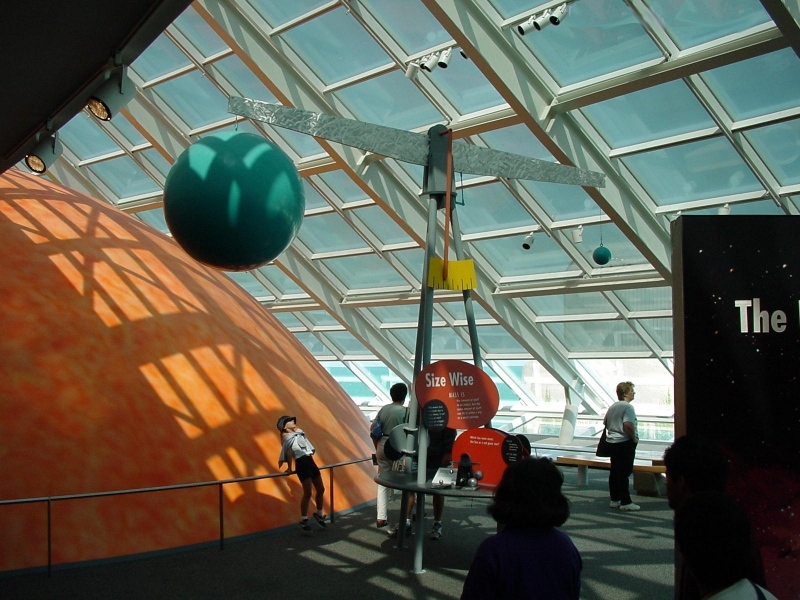
Макет Сонця в галереї
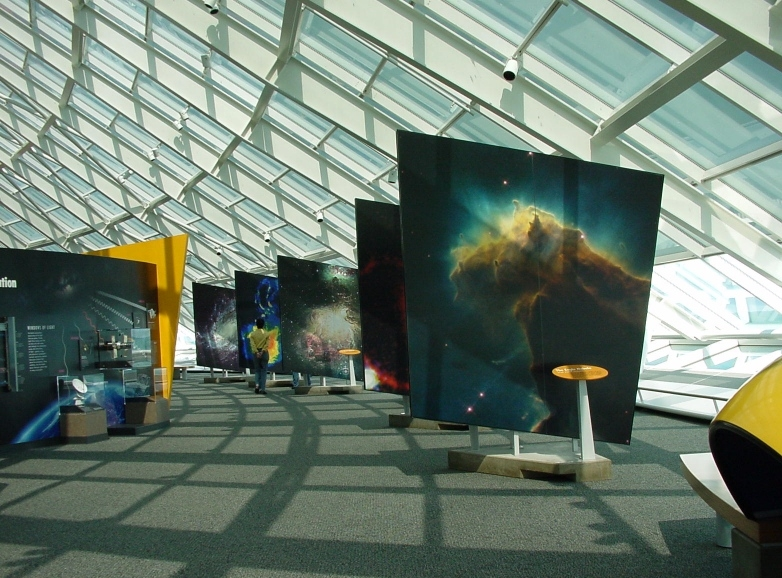
Експозиція під куполом
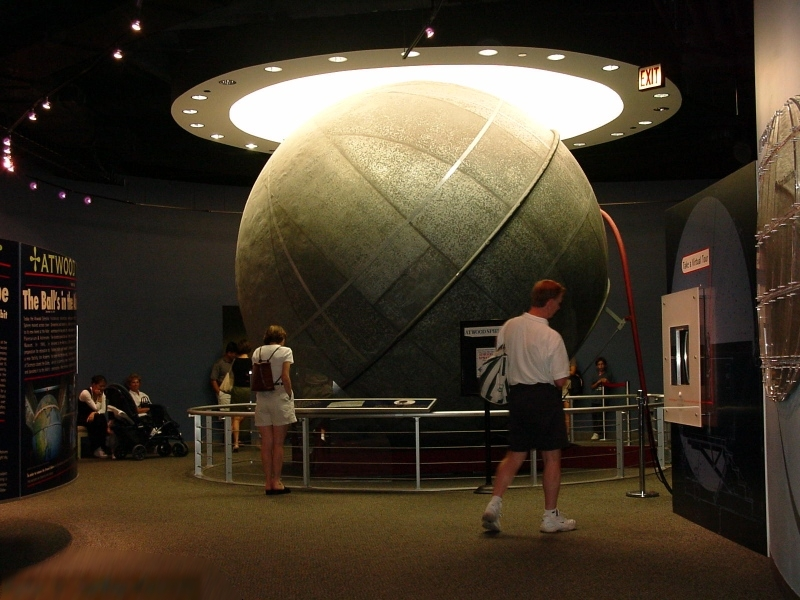
Небесна сфера
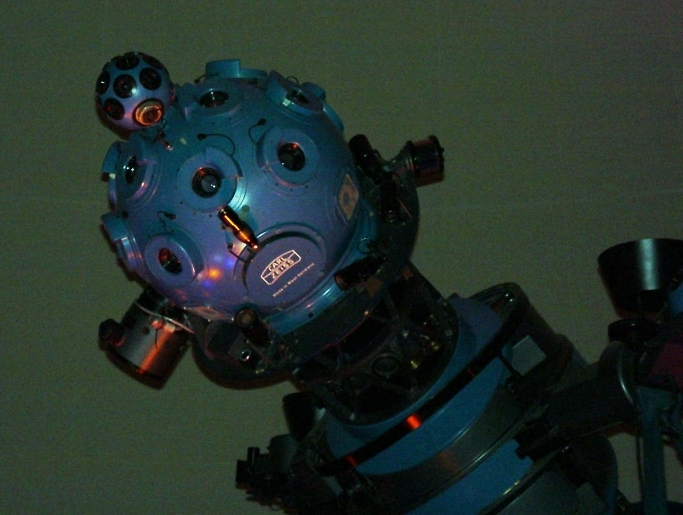
Прожектор
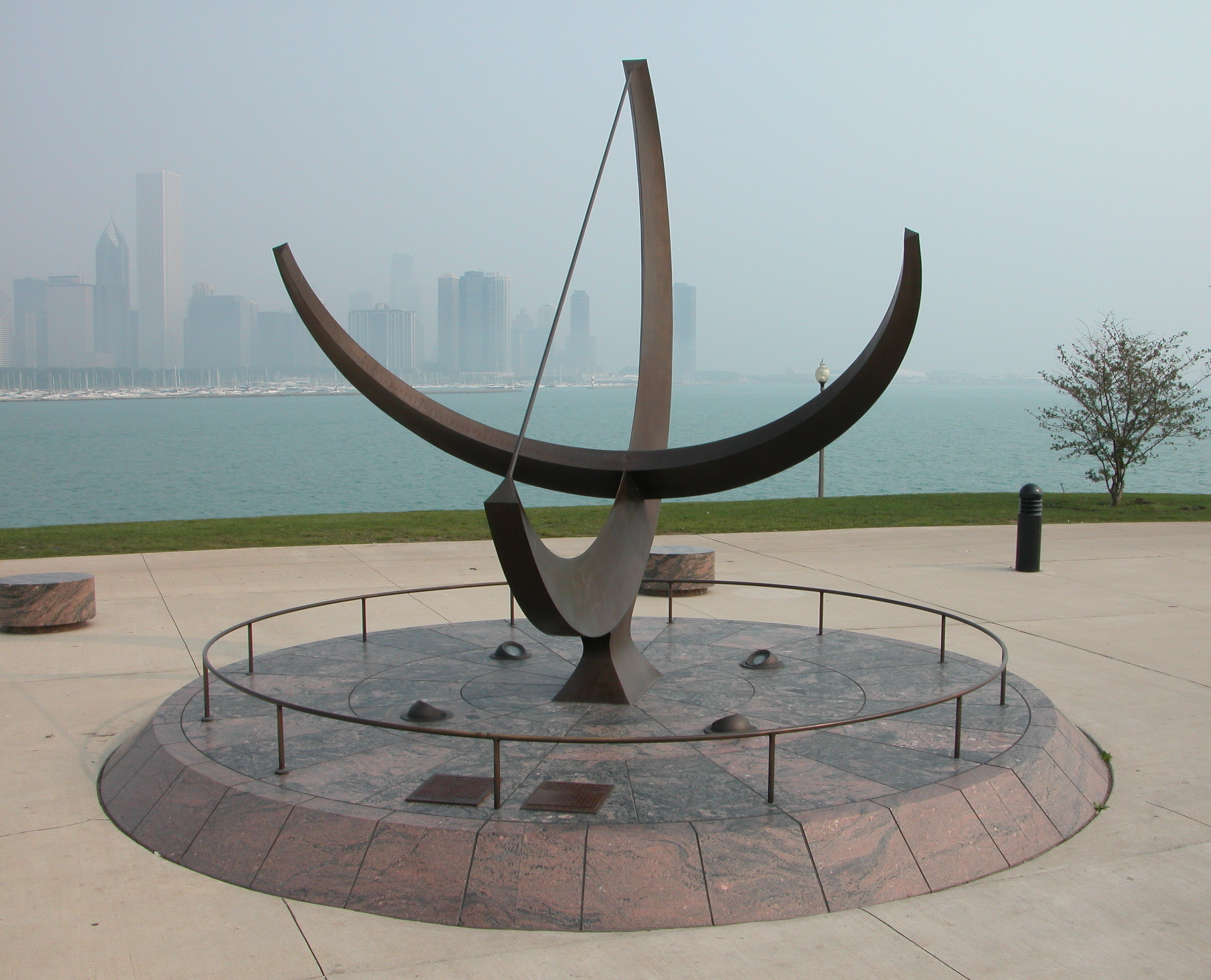
Сонячний годинник